# Orchidée (couleur)
Orchidée est un nom de couleur de fantaisie désignant souvent une teinte de mauve ou de violet, d'après le nom des fleurs Orchidaceae, qui, cependant, peuvent fleurir en nombreuses couleurs.
Dans les nuanciers actuels, on trouve, en encres et peintures pour arts graphiques 174 Orchidée ; en peinture pour la décoration orchidée.

## Couleur du web
Orchid (Orchidée en anglais) est un identifiant informatique qui appelle une couleur mauve dans les contextes des logiciels X11,  HTML, SVG et CSS.